# 阿霍埃图
阿霍埃图是汤加神话和口述历史中的一个人物。传说他是神祇埃伊图马图普阿与凡人女子伊拉赫瓦·瓦埃波普阿的儿子。约950年，他推翻前任同名国王（传说中，这位前任国王并非神圣出身，而是由“乌昂阿”（蛆虫）所化），成为首任图伊汤加（汤加国王），建立图伊汤加帝国。